# Breighton and Gunby

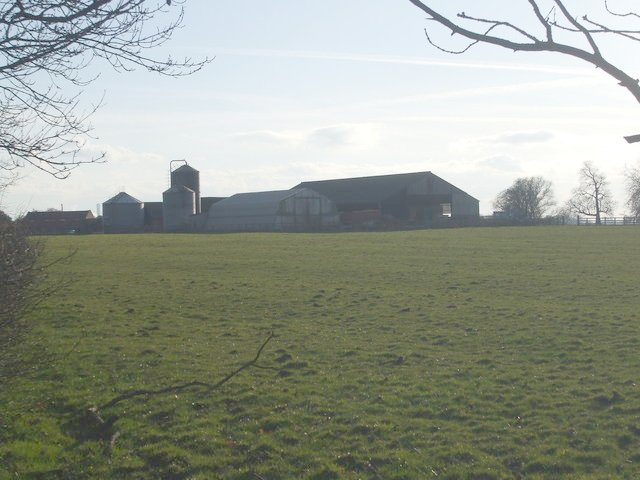
Gunby

Breighton and Gunby var en civil parish från 1866 till 1935 då den blev en del av Bubwith, i grevskapet East Riding of Yorkshire, i England. Civil parish var belägen 11 km från Goole och hade 116 invånare år 1931.